# Lijst van spelers van het Thaise voetbalelftal
Deze lijst van spelers van het Thais voetbalelftal geeft een overzicht van alle voetballers die minimaal vijftig interlands achter hun naam hebben staan voor Thailand. Vetgezette spelers zijn in 2016 nog voor de nationale ploeg uitgekomen.

## Overzicht
- Bijgewerkt tot en met duel tegen  Indonesië op 17 december 2016.

| Naam speler                     | Debuut | Laatst | Interlands | Goals |
| ------------------------------- | ------ | ------ | ---------- | ----- |
| Kiatisuk Senamuang              | 1993   | 2007   | 134        | 71    |
| Teerasil Dangda                 | 2007   | 2023   | 126        | 64    |
| Totchtawan Sripan               | 1993   | 2016   | 110        | 19    |
| Piyapong Pue-On                 | 1981   | 1997   | 100        | 70    |
| Datsakorn Thonglao              | 2003   | 2014   | 98         | 12    |
| Dusit Chalermsan                | 1994   | 2004   | 96         | 14    |
| Niweat Siriwong                 | 1997   | 2012   | 90         | 3     |
| Theerathon Bunmathan            | 2010   | 2023   | 87         | 7     |
| Natee Thongsookkaew             | 1986   | 2000   | 87         | 1     |
| Surachai Jaturapattarapong      | 1991   | 2002   | 86         | 7     |
| Attaphol Buspakom               | 1985   | 1998   | 85         | 13    |
| Niwat Srisawat                  | 1967   | 1979   | 85         | 28    |
| Vithoon Kijmongkolsak           | 1985   | 1995   | 84         | 29    |
| Sinthaweechai Hathairattanakool | 2003   | 2016   | 84         | 0     |
| Jedsada Na Phatthalung          | 1971   | 1981   | 79         | 27    |
| Therdsak Chaiman                | 1994   | 2011   | 75         | 22    |
| Anurak Srikerd                  | 1998   | 2003   | 72         | 6     |
| Daoyod Dara                     | 1975   | 1986   | 70         | 28    |
| Sutee Suksomkit                 | 2000   | 2012   | 68         | 19    |
| Chalor Hongkajorn               | 1979   | 1987   | 67         | 25    |
| Pichitphong Choeichiu           | 2003   | 2013   | 65         | 1     |
| Cholratit Jantakam              | 2008   | 2014   | 65         | 0     |
| Choketawee Promrut              | 1997   | 2007   | 64         | 3     |
| Kawin Thamsatchanan             | 2008   | 2022   | 64         | 0     |
| Nattaporn Phanrit               | 2001   | 2012   | 63         | 2     |
| Worrawoot Srimaka               | 1995   | 2003   | 63         | 28    |
| Nirut Surasiang                 | 2000   | 2009   | 62         | 5     |
| Prapol Tantiyanon               | 1971   | 1980   | 62         | 23    |
| Witthaya Hloagune               | 1975   | 1985   | 61         | 10    |
| Suree Sukha                     | 2006   | 2014   | 59         | 2     |
| Natthaphong Samana              | 2005   | 2014   | 58         | 1     |
| Suchao Nuchnum                  | 2005   | 2013   | 58         | 6     |
| Chukiat Noosarung               | 1996   | 2002   | 57         | 3     |
| Natipong Sritong-In             | 1995   | 1997   | 55         | 25    |
| Teerathep Winothai              | 2005   | 2022   | 52         | 18    |
| Suttha Sudsa-Ard                | 1978   | 1988   | 51         | 25    |

FAT · A-internationals · Bondscoaches · Statistieken · Thais vrouwenelftal · Thailand U21 · Thailand U20 · Thailand U19 · Thailand U18 · Thailand U17
1950 – 1959 · 
1960 – 1969 · 
1970 – 1979 · 
1980 – 1989 · 
1990 – 1999 · 
2000 – 2009 · 
2010 – 2019 ·
2020 − 2029
Asian Cup 1972 ·
Asian Cup 1992 · 
Asian Cup 1996 · 
Asian Cup 2000 · 
Asian Cup 2004 · 
Asian Cup 2007
OS 1956 · 
OS 1968
1956 · 
1957 · 
1958 · 
1959 · 
1960 · 
1961 · 
1962 · 
1963 · 
1964 · 
1965 · 
1966 · 
1967 · 
1968 · 
1969 · 
1970 · 
1971 · 
1972 · 
1973 · 
1974 · 
1975 · 
1976 · 
1977 · 
1978 · 
1979 · 
1980 · 
1981 · 
1982 · 
1983 · 
1984 · 
1985 · 
1986 · 
1987 · 
1988 · 
1989 · 
1990 · 
1991 · 
1992 · 
1993 · 
1994 · 
1995 · 
1996 · 
1997 · 
1998 · 
1999 · 
2000 · 
2001 · 
2002 · 
2003 · 
2004 · 
2005 · 
2006 · 
2007 · 
2008 · 
2009 · 
2010 · 
2011 · 
2012 · 
2013 ·
2014 ·
2015 ·
2016 ·
2017 ·
2018 ·
2019 ·
2020 ·
2021 ·
2022 ·
2023
Afghanistan ·
Australië ·
Bahrein ·
Bangladesh ·
Bhutan ·
Brazilië ·
Brunei ·
Bulgarije ·
Cambodja ·
China ·
Congo-Brazzaville ·
Denemarken ·
Duitsland ·
Egypte ·
Estland ·
Faeröer ·
Filipijnen ·
Finland ·
Gabon ·
Georgië ·
Ghana ·
Hongkong ·
India ·
Indonesië ·
Irak ·
Iran ·
Israël ·
Japan ·
Jemen ·
Jordanië ·
Kameroen · 
Kazachstan ·
Kenia ·
Kirgizië ·
Koeweit ·
Laos ·
Letland ·
Libanon ·
Liberia ·
Libië ·
Liechtenstein ·
Luxemburg ·
Macau ·
Malediven ·
Maleisië ·
Malta ·
Marokko ·
Myanmar ·
Nederland ·
Nepal ·
Nieuw-Zeeland ·
Nigeria ·
Noord-Ierland ·
Noord-Korea ·
Noorwegen ·
Oezbekistan ·
Oman ·
Oost-Timor ·
Pakistan ·
Palestina ·
Papoea-Nieuw-Guinea ·
Polen ·
Qatar ·
Saoedi-Arabië ·
Singapore ·
Slowakije ·
Sri Lanka ·
Suriname ·
Syrië ·
Taiwan ·
Tadzjikistan ·
Trinidad en Tobago ·
Turkmenistan ·
Uruguay ·
Verenigde Arabische Emiraten ·
Verenigde Staten ·
Vietnam ·
Zuid-Afrika ·
Zuid-Korea ·
Zuid-Vietnam ·
Zweden